# Agrypon hakusense
Agrypon hakusense là một loài tò vò trong họ Ichneumonidae.